# 马尔纳沃
马尔纳沃（法語：Marnaves，法語發音：[maʁnav]）是法国奥克西塔尼大区塔恩省的一个市镇，位于该省西南部，属于阿尔比区。

## 地理
马尔纳沃（44°5'51"N, 1°53'16"E）面积10.29 平方千米，位于法国奧克西塔尼大區塔恩省，该省份为法国南部内陆省份，北起顺时针与阿韦龙省、埃罗省、奥德省、上加龙省和塔恩-加龙省接壤。
与马尔纳沃接壤的市镇（或旧市镇、城区）包括：拉巴尔特布莱、米亚尔、穆齐耶伊帕南、鲁赛罗勒、托纳克。

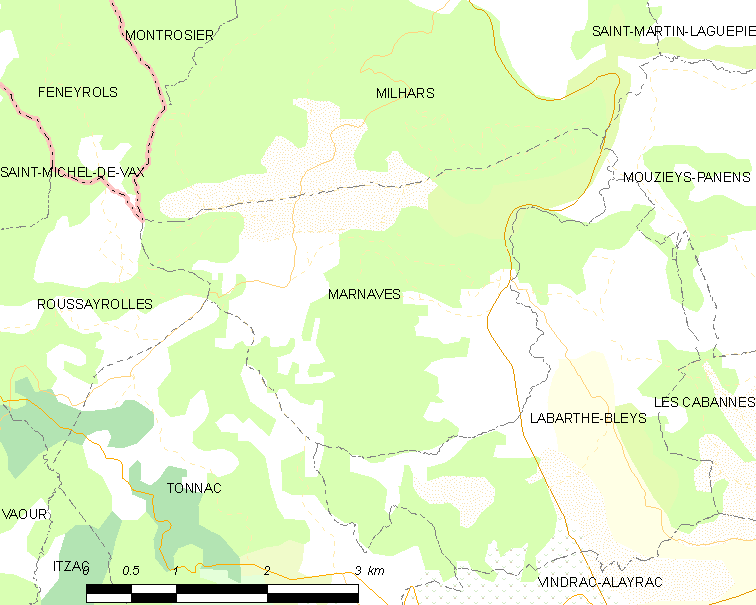
马尔纳沃的OSM定位图

马尔纳沃的时区为UTC+01:00、UTC+02:00（夏令时）。

## 行政
马尔纳沃的邮政编码为81170，INSEE市镇编码为81154。

## 政治
马尔纳沃所属的省级选区为卡尔莫第二县。

## 人口

1962-2008年间马尔纳沃人口变化图示

马尔纳沃于2022年1月1日时的人口数量为82人。